# Hemitriccus
Hemitriccus là một chi chim trong họ Tyrannidae.

## Các loài
- Hemitriccus cinnamomeipectus
- Hemitriccus diops
- Hemitriccus flammulatus
- Hemitriccus furcatus
- Hemitriccus granadensis
- Hemitriccus griseipectus
- Hemitriccus inornatus
- Hemitriccus iohannis
- Hemitriccus josephinae
- Hemitriccus kaempferi
- Hemitriccus margaritaceiventer
- Hemitriccus minimus
- Hemitriccus minor
- Hemitriccus mirandae
- Hemitriccus nidipendulus
- Hemitriccus obsoletus
- Hemitriccus orbitatus
- Hemitriccus rufigularis
- Hemitriccus spodiops
- Hemitriccus striaticollis
- Hemitriccus zosterops